# 예천군 (1948년 선거구)
예천군은 대한민국의 옛 국회의원 선거구이다. 당시 경상북도 예천군 지역을 관할했다.

## 역사
제헌 국회의원 선거를 앞두고 예천군 전 지역을 관할하는 선거구로 신설되었다.
제9대 국회의원 선거를 앞두고 문경군 선거구와 통합되면서 문경군·예천군 선거구를 이루게 됨에 따라 폐지되었다.

## 역대 국회의원
| 선거   | 정당 | 정당       | 의원   |
| ------ | ---- | ---------- | ------ |
| 1948년 |      | 한국민주당 | 박상영 |
| 1950년 |      | 대한청년단 | 이호근 |
| 1954년 |      | 자유당     | 현석호 |
| 1958년 |      | 자유당     | 정재원 |
| 1960년 |      | 민주당     | 현석호 |
| 1963년 |      | 민주공화당 | 정진동 |
| 1967년 |      | 민주공화당 | 정진동 |
| 1971년 |      | 국민당     | 조재봉 |

## 역대 선거 결과

### 대한민국 제헌 국회의원 선거
|  | 37.81% |

|  | 37.59% |

|  | 24.59% |

### 대한민국 제2대 국회의원 선거
|  | 14.62% |

|  | 13.29% |

|  | 12.68% |

|  | 9.04% |

|  | 7.84% |

|  | 6.82% |

|  | 6.77% |

|  | 6.73% |

|  | 4.26% |

|  | 3.64% |

|  | 3.51% |

|  | 3.24% |

|  | 2.89% |

|  | 2.37% |

|  | 2.22% |

### 대한민국 제3대 국회의원 선거
|  | 36.27% |

|  | 21.90% |

|  | 19.24% |

|  | 15.63% |

|  | 6.93% |

### 대한민국 제4대 국회의원 선거
|  | 60.02% |

|  | 39.97% |

### 대한민국 제5대 국회의원 선거
|  | 71.73% |

|  | 14.67% |

|  | 13.59% |

### 대한민국 제6대 국회의원 선거
|  | 40.50% |

|  | 29.82% |

|  | 10.55% |

|  | 10.20% |

|  | 5.67% |

|  | 3.24% |

### 대한민국 제7대 국회의원 선거
|  | 50.53% |

|  | 38.99% |

|  | 10.46% |

### 대한민국 제8대 국회의원 선거
|  | 45.42% |

|  | 37.11% |

|  | 17.45% |